# Zdvîjka, Korostîșiv
Zdvîjka (în ucraineană Здвижка) este localitatea de reședință a comunei Zdvîjka din raionul Korostîșiv, regiunea Jîtomîr, Ucraina.

## Demografie
Componența lingvistică a localității Zdvîjka
     Ucraineană (95,02%)
     Rusă (4,98%)
Conform recensământului din 2001, majoritatea populației localității Zdvîjka era vorbitoare de ucraineană (95,02%), existând în minoritate și vorbitori de rusă (4,98%).